# Silver Rain
Silver Rain é o nono álbum solo do artista norte-americano de jazz Marcus Miller lançado em 2005.

## Faixas
1. Intro Duction
2. Bruce Lee
3. La Villete
4. Behind The Smile
5. Frankenstein
6. Moonlight Sonata
7. Boogie On A Reggae Woman
8. Paris(Interlude)
9. Silver Rain
10. Make Up My Mind
11. Girls Et Boys
12. Sophisticated Lady
13. Power Of Soul
14. Outro Duction
15. If Only for One Night